# Yorgo Voyagis

Yorgo Voyagis (Oktober 2024)

Yorgo Voyagis (griechisch Γιώργος Βογιατζής Giorgos Vogiatzis; * 6. Dezember 1945 in Athen) ist ein griechischer Filmschauspieler.

## Leben
Yorgo Voyagis steht seit 1964 vor der Kamera und debütierte in Alexis Sorbas an der Seite von Anthony Quinn. Bekannt wurde er jedoch erst 1977 durch seine Darstellung des Zimmermanns Joseph in Franco Zeffirellis Bibelverfilmung Jesus von Nazareth.
2002 war Voyagis an der Seite von Madonna in Swept Away zu sehen.
Über Voyagis’ Privatleben weiß man, dass er in den 1970er Jahren mit der italienischen Schauspielerin und Sängerin Nadia Cassini verheiratet war, sowie dass deren gemeinsame Tochter Kassandra Voyagis später ebenfalls Schauspielerin wurde. Bei den Dreharbeiten seines jüngsten Filmauftrittes (Promakhos, 2014), standen beide gemeinsam vor der Kamera. Seit 2005 ist Voyagis mit Diana Skorits verheiratet.

## Filmografie (Auswahl)
- 1964: Alexis Sorbas (Alexis Zorbas)
- 1967: To prósopo tis Médousas
- 1967: Chamaco (Killer Kid)
- 1967: Giarrettiera Colt
- 1971: Das vergessene Tal (The Last Valley)
- 1977: Jesus von Nazareth (Jesus of Nazareth)
- 1977: Viva Italia! (I nuovi mostri) (Episode „Senza parole“)
- 1984: Die Libelle (The Little Drummer Girl)
- 1988: Agent ohne Namen (The Bourne Identity)
- 1988: Frantic (Frantic)
- 1989: Heidi auf der Flucht (Courage Mountain)
- 1994: Cyborg Agent (Running Delilah)
- 1997: Die Abenteuer des Odysseus (The Odyssey)
- 2002: Stürmische Liebe – Swept Away (Swept Away)
- 2012: Der Tag der Belagerung – September Eleven 1683 (The Day of the siege – September Eleven 1683)
- 2014: Promakhos (Promakhos - Justice returns to Athena)